# Margalida Capellà i Fornés
Margalida Capellà i Fornés (Montuïri, 1944) és mestra i periodista mallorquina. Va obtenir el premi Manuel Brunet de periodisme a l’edat de 25 anys i va col·laborar amb els diaris Diario de Mallorca i Última Hora. Va iniciar una sèrie d’entrevistes a dones que van patir la repressió franquista, publicada entre 2003 i 2007. Aquesta tasca va donar lloc a diversos llibres, incloent Dones republicanes. Memòria de la Guerra Civil a Mallorca (1936-1939) (2009-2010) i Veus republicanes (2014-2023). També va publicar altres obres sobre la Guerra Civil espanyola i el franquisme.